# Edgar Nemir
Edgar „Ed“ Nemir (* 23. Juli 1910 in Waco, Texas; † 1. Februar 1969 in Reno, Nevada) war ein US-amerikanischer Ringer und Boxer und Gewinner der Silbermedaille bei den Olympischen Spielen 1932 in Los Angeles im Ringen (freier Stil) im Federgewicht.

## Werdegang
Edgar Nemir stammte aus Kentucky. Er besuchte nach seiner Oberschulzeit die University of California und studierte dort in Berkeley Sport. Seit seiner Jugend befasste er sich mit Ringen und Boxen. In den Jahren 1929 und 1930 wurde der NCAA (US-amerikanischer Hochschul-Sportverband) Collegiate Champion von Kalifornien im Freistilringen im Federgewicht und 1933 und 1934 gewann er diesen Titel im Boxen.
Obwohl Edgar Nemir im Ringen weder in der NCAA und noch in der AAU (Amerikanische Athleten Union) All-American Champion (USA-Meister) wurde, gewann er 1932 die US-Olympiaausscheidung und konnte bei den Olympischen Spielen in Los Angeles starten. Dort gewann er mit drei Siegen und einer Niederlage gegen Hermanni Pihlajamäki aus Finnland die Silbermedaille im freien Stil im Federgewicht. An weiteren internationalen Meisterschaften konnte Edgar Nemir mangels Gelegenheit nicht mehr teilnehmen. Es gab in jenen Jahren weder Weltmeisterschaften noch Pan Amerikanische Spiele.
Nach diesen Olympischen Spielen wandte sich Edgar ab 1933 vermehrt dem Boxen zu. 1934 wurde er schon Cheftrainer für Boxen an der Sport-Fakultät der University of California in Berkeley. Dieses Amt übte er bis 1969 aus.

## Internationale Erfolge
1932, Silbermedaille, Olympische Spiele in Los Angeles, freier Stil, Federgewicht (damals bis 61 kg Körpergewicht), mit Siegen über Christian Schack, Dänemark, Herbert Rowland, Kanada u. Joseph Taylor, Großbritannien und einer Niederlage gegen Hermanni Pihlajamäki, Finnland